# 필리핀의 상징
필리핀의 국가 상징은 필리핀의 전통과 이상을 대표하고, 필리핀 국민의 주권과 국가적 단결의 원리를 전달하는 상징물로 구성되어 있다. 이러한 상징 중 일부, 즉 국기, 국새, 국장 및 국가 표어는 공화국법 8491로도 알려진 필리핀의 국기 및 국장 관례에 명시되어 있다. 필리핀 헌법에서 필리핀의 언어는 필리핀의 국어로 명시되어 있다. 헌법과 공화국법 8491에 명시된 상징물 외에도 법으로 제정된 필리핀의 공식 국가 상징은 국화로 삼파기타(아라비아 영춘화), 나무로 자단향(紫檀香, Pterocarpus indicus), 국조로 필리핀독수리, 보석으로 필리핀 진주(남양진주조개, Pinctada maxima) 등 6개의 공식적인 국가 상징만이 있다. 아르니스(arnis)는 국가 무술 및 스포츠로, 필리핀어 수화는 국가 수화로 사용된다. 따라서, 필리핀 법률을 통과한 공식 국가 상징은 총 12개이다.
국가 상징으로 널리 알려져 있지만 법적으로 공식 국가 상징으로 인정하지는 않는 상징으로는 카라바오 물소 (나라 동물), 망고 (나라나무) 및 아나하우(Saribus rotundifolius, 국가 잎)과 같은 것이 있다. 역사 전문가들에 따르면 민족 영웅으로 널리 알려진 호세 리살조차도 기존 필리핀 법률에서 공식적으로 국가 영웅으로 선언되지 않았다는 것이다. 2003년에 베니그노 아키노 2세는 행정 명령에 의해 글로리아 마카파갈아로요 대통령에 의해 공식적으로 국가 영웅으로 선언되었다. 필리핀 국립 예술가들은 필리핀 예술과 편지에 대한 수령인의 공헌을 인정하여 필리핀 시민에게 부여되는 계급 또는 칭호이지만, 전통과 이상을 나타내는 국가 상징과 같은 것으로 인정되지는 않는다.
수 년 동안 이러한 전통적인 상징을 공식화하려는 시도가 있었다. 그중 하나가 2014년 2월 17일 필리핀 하원의 보홀 제 1지구 대표 르네 렐람파고스가 제안한 법안 3926으로, 다수의 국가 상징을 선언, 재선언 혹은 인정하고자 하였다. 국가주의와 단결을 장려하기 위한 하원 법안 3926 ("2014년 필리핀 국가상징법") 국가 상징물의 존중, 보존 및 홍보를 보장하며 상징물들의 "비공식적" 지위를 바로잡는 적을 목적으로 한다. 법안에 나열된 국가 상징 중에는 국가 영웅으로 인정받은 유일한 역사적인 필리핀인 호세 리살, 국가 음식 '아도보', 국가 차량으로 지프니가 있다. 또한 법안을 제출하는 동안 11개였던 이전 공식 국가 상징도 포함된다. 2014년 2월 기준 이 법안은 여전히 하원의 개정법위원회에 계류 중이며, 제안된 상징을 공식적인 국가 상징으로 만드는 법이 아니다.

## 상징의 발전

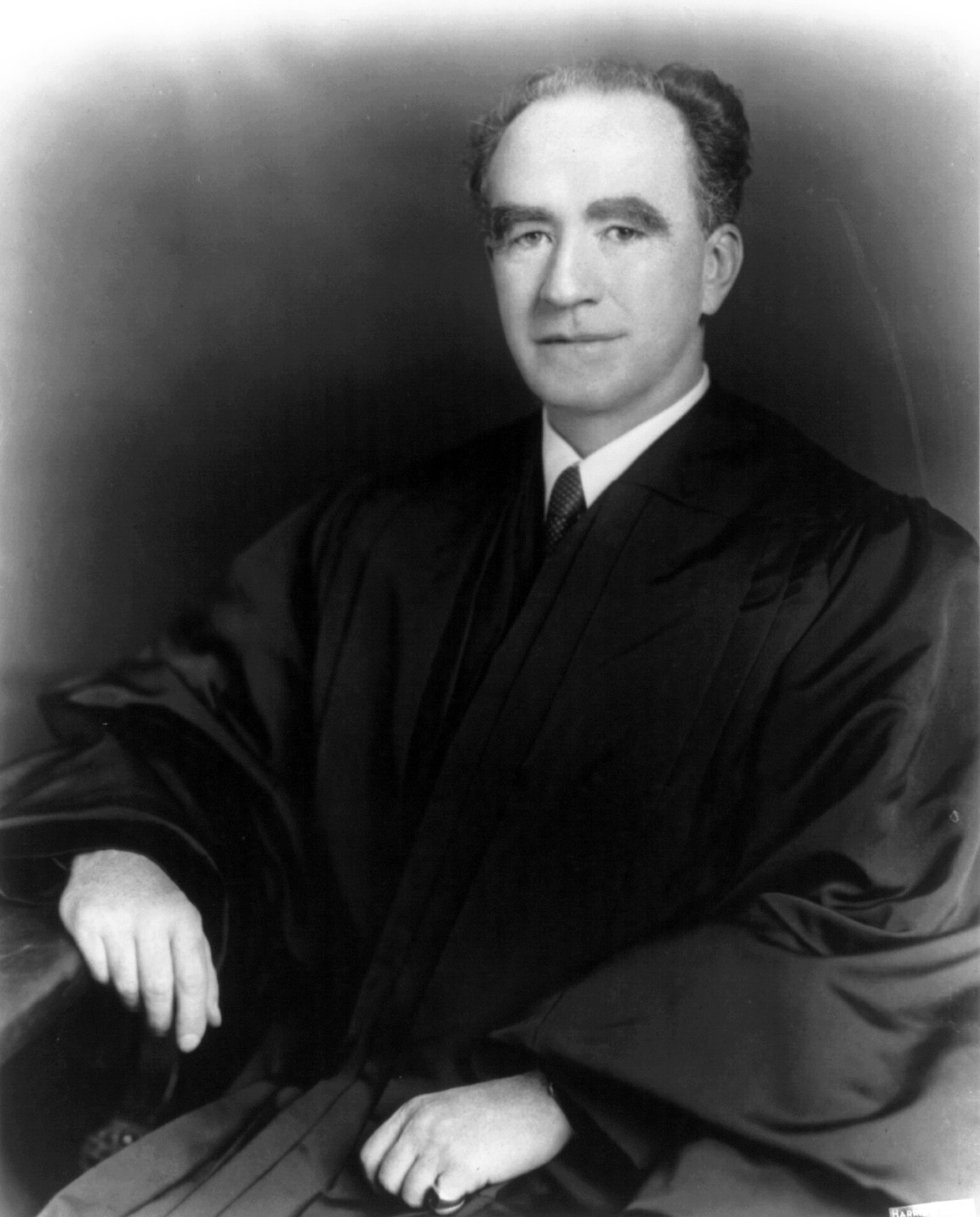
프랭크 머피 총독은 영연방 시대에 삼파기타(sampaguita)와 나라를 국가 상징으로 선언하였다.

필리핀의 국기 및 국장 코드로도 알려진 공화국 법 (RA) 8491은 필리핀의 국기, 국가, 모토, 필리핀의 국장 및 기타  항목 및 장치에 대한 코드를 규정한다. 필리핀 헌법 제 14조 6항에 따르면 필리핀의 국어는 필리핀어이다. RA 8491 및 헌법 외에도 필리핀에는 행정부의 선언이나 입법부의 공화국법을 통해 제정된 공식 국가 상징은 단 6개, 즉 삼파기타, 자단향, 필리핀독수리, 필리핀 진주, 아르니스와 필리핀 수화가 있다.
1934년, 필리핀 연방 시절에 프랭크 머피 필리핀 총독은 선포 제 652호를 통해 삼 파기타와 자단향을 각각 국화와 국수로 선언하였다. 필리핀 대통령 피델 라모스 (Fidel Ramos)는 1995년 선포 제 615호를 통해 필리핀독수리를 국조로 선포하였다. 라모스는 또한 1996년 선포 제 905호를 통해 남양진주 또는 필리핀 진주를 국가 보석으로 선언하였다. 2009년 글로리아 마카파갈 아로요 대통령은 공화국 법 9850을 통해 아르니스를 국기(國技) 및 무술로 선언하였다. 2018년 10월 30일 로드리고 두테르테 대통령은 필리핀 수화를 필리핀 청각장애인의 국가 수화로 선언하고 청각 장애인과의 의사 소통을 포함하는 필리핀 정부의 공식 수화를 선언하는 법인 공화국 법 11106 호에 서명하였다.

### 국가 상징 공식화
필리핀의 국가 상징은 법률 혹은 포고문과 같은 것을 통해 선언되면 공식적인 것으로 받아들여진다. 다양한 출처를 통해 알려지고 있는 카리뇨사, 카라바오, 갯농어 및 발판야자 (footstool palm)와 같은 국가적 상징은 공식적인 지위가 없으며, 법으로 정식 인정되지 않았다. 필리핀의 문화인류학자인 네스터 카스트로(Nestor Castro)에 따르면, 이러한 비공식적 상징의 대부분은 학생들이 국가 상징이 포함된 포스터를 구입하도록 요청 받았을 때 학년 초에 학교에서 전통으로 전달되었다. 공식적인 국가 상징은 법을 통해 선언되었지만, 카스트로와 필리핀 국가 역사위원회 (NHCP)의 테오도로 아티엔자(Teodoro Atienza) 과장은 국가 상징을 선언하기 전에 대중의 협의를 먼저 봐야 한다고 말하였다.

### 헌법상으로 보류중이거나 거부권이 있는 상태
필리핀의 입법 역사를 통틀어 공식 국가 상징 목록을 확장하려는 시도는 있었다. 2013년 2월 필리핀 상원은 삼파기타와 함께 국화로 왈링 왈링 (Vanda sanderiana)을 선언하는 법안을 통과시켰다. 하원에서 유사한 법안이 이미 2012년에 통과되었다. 일반적으로이 법안은 대통령이 서명한 후 공식적으로 인정받는 법이 된다. 그러나 베니그노 아키노 3세 대통령이 거부권을 행사했다. 거부권을 행사한 이유는 두 번째 국화가 만들어지면 국가적 혼란을 유발시킬 우려로 인해 왈링 왈링을 허용하지 않았다.
1년 후인 2014년 2월 17일, 보홀주 제 1지구 의원인 르네 렐람파고스 하원 의원은 필리핀 하원에서 여러 국가 상징물을 선언하거나, 재선언 또는 인정하고자 하는 법안을 승인했다. 하원 법안 3926호 또는 "2014년 필리핀 국가상징법"은 국가주의와 단결을 장려하기 위한 국가 상징의 존중, 보존 및 홍보를 보장한다. 기호의 "비공식적인" 상태를 바로잡는 것을 목적으로 했다. 이 법은 이전의 11개 공식 국가 상징을 포함하여 26개의 상징을 열거했다. 이 법안은 2014년 2월 기준 하원의 개정법위원회에 계류 중이기 때문에 이러한 상징들을 국가적 상징으로 공식화 할 수 있는 법이 아직은 없다.
2016년 2월 하원은 고대 배 발랑가이를 필리핀의 국가 상징선으로 선언한 하원 법안 6366의 최종 읽기를 승인하였다. 2018년 4월 하원 기본 교육 및 문화위원회는 필리핀에서 사용되는 히스패닉 이전 문자 체계인 바이바이인을 국가의 국가 문자 체계로 선언하기 위해 하원 법안 1022를 승인했다. 2019년 상원 의원 동의와 대통령 서명이 계류 중이므로 두 법안 모두 아직 해결되지 않은 상태이다.

### 국가 상징으로서의 필리핀인들

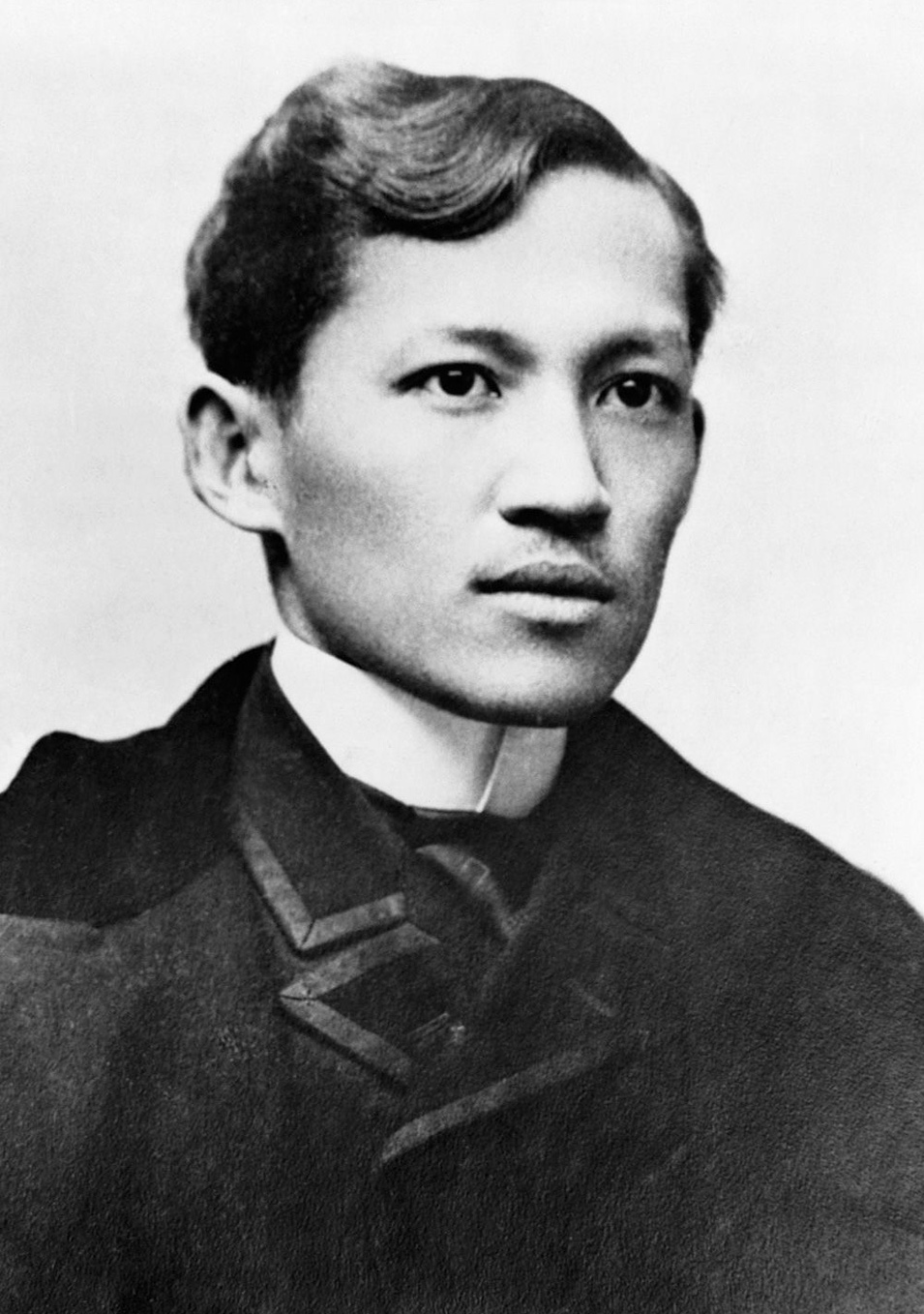
호세 리살은 필리핀의 국가 영웅 중 한 명으로 인정되지만 암베스 오캄포 (Ambeth Ocampo)의 주장에 따르면 역사 속 필리핀 인물들은 법을 통해 공식적으로 국가 영웅으로 선언되지 않았다.

NHCP 과장 테오도로 아티엔자 (Teodoro Atienza)와 필리핀 역사가 암베스 오캄포의 주장에 따르면, 법이나 행정을 통해 공식적으로 국가적 영웅으로 선언된 필리핀 역사 인물은 없다. 그러나 필리핀 영웅을 기리는 법과 선언문은 이전에 존재하였다. 클라로 마요 렉토(Claro M. Recto)가 주로 후원하고 1956년에 제정된 리잘법에서 호세 리살은 리잘법의 조항 "전문 (前文)"에서 국가적 영웅으로 언급된다. 그러나 해당되는 언급은 서문 또는 서론으로 기능하며, 조항의 일부가 아니다. 1995년 11월 15일 피델 라모스 전 대통령이 '행정명령 5호'를 통해 창설한 국가 영웅위원회 기술위원회(the Technical Committee of the National Heroes Committee)는 호세 리살, 안드레스 보니파시오, 에밀리오 아기날도, 아폴리나리오 마비니, 마르셀로 델 필라, 술탄 디파투안 쿠더랫, 후안 루나, 멜초라 아퀴노 가브리엘라 실랑 9명의 필리핀 역사적 인물을 국가 영웅으로 추천하였다. 2009년 제 14차 총회에서 재검토 될 때까지 국가적 영웅을 추천하는 것과 같은 조치가 진행되지 않았다.
2009년 8월 3일 베니그노 아키노 2세의 미망인인 코라손 아키노 전 대통령이 사망한 직후, 아키노를 국가 영웅으로 공식 인정할 것을 요구하는 입법 조치가 제시되었다. 리웨이웨이 빈존스 차토(Liwayway Vinzons-Chato) 하원 의원은 코라손 아키노를 국가 영웅으로 선언하는 집 결의안을 제출했다. 결의안을 제출한 지 일주일이 지나 리웨이웨이는 법으로 선언 된 필리핀 역사적 인물이 없다는 것을 깨달았다. 2009년 8월 10일, 리웨이웨이는 의회에서 그녀의 특전 연설(privilege speech)에서 1995년 당시 전국 영웅위원회에서 추천하였던 9명의 필리핀 영웅을 열거했다. 리웨이웨이는 국가 영웅위원회가 추천한 9명의 필리핀인과 베니그노 아키노 2세, 코라존 아퀴노를 국가 영웅으로 선언하는 결의안에 서명할 것을 의회에 촉구하였다. 살바도르 에스쿠데로 (Salvador Escudero) 하원 의원은 빈존스 차토의 연설을 인용하며 "영웅은 헌법이 아닌 사람들의 마음과 정신으로 만들어 진 것이다" 라고 말했다. 질문 후 하원은 빈존스 차토의 특전 연설을 기초교육문화위원회에 회부하도록 옮겼다.
2013년 바얀 무나 하원의원 네리 콜메나레스와 카를로스 이사가니 자라테는 스페인에 대항하는 필리핀 혁명에 실제로 참여했던 사람이기 때문에 안드레스 보니파시오를 국가 영웅으로 선언하는 것을 목표로 하원 법안 3431을 제출하였다. 2014년 2월 보홀의 르네 렐람파고스 하원의원이 제출한 또 다른 법안은 호세 리잘을 유일한 필리핀 국민 영웅으로 선언하는 것이었다. 법안에 따르면 호세는 민족주의자였으며, 스페인 식민 시대에 필리핀 개혁을 옹호한 것으로 잘 알려져있다.
필리핀 민속 예술가 지위나 칭호를 수여받은 필리핀 사람들은 전통과 이상을 대표하고 주권과 국가 연대의 원칙을 전달하는 상징이 아니라 필리핀 예술과 문자에 대한 수령인의 공헌을 인정하여 주어지는 것이기 때문에, 국가 상징으로 인정되지 않는다.
국가 영웅으로 선포된 역사적 인물은 없다는 역사 전문가들의 선언에도 불구하고, 더 필리핀 스타의 뉴스 보도에 따르면 2003년 글로리아 마카 파갈-아로요 대통령의 행정 명령은 베니그노 아키노 2세를 국가 영웅 중 하나로 공식 선언하였다. 리살과 보니파시오를 국가적 영웅으로 인정하는 것은, 필리핀 국가 역사위원회에 따라 이들의 영웅적 행위를 선언하는 법률을 포함한 것으로 간주된다.

## 국가 상징 목록

### 공식적 상징들
다음은 필리핀 법에 의해 제정된 상징들이다. 국가 영웅을 제외하고 총 12개의 국가 상징이 있다.
| 유형                                           | 상징                                           | 자료                                                                                          | 채택 된 날짜                                                           | 법적 근거                                                                                      |
| 공화국 법 제 8491호 및 필리핀 헌법을 통해 선언 | 공화국 법 제 8491호 및 필리핀 헌법을 통해 선언 | 공화국 법 제 8491호 및 필리핀 헌법을 통해 선언                                                | 공화국 법 제 8491호 및 필리핀 헌법을 통해 선언                         | 공화국 법 제 8491호 및 필리핀 헌법을 통해 선언                                                 |
| ---------------------------------------------- | ---------------------------------------------- | --------------------------------------------------------------------------------------------- | ---------------------------------------------------------------------- | ---------------------------------------------------------------------------------------------- |
| 문장                                           | 필리핀의 국장                                  | 필리핀의 국장                                                                                 | 1946년 7월 3일 (1998년 2월 12일 확인함)                                | 영연방 법 제 731호 공화국 법 제 8491호 확인됨 [Note 1]                                         |
| 국새                                           | 필리핀의 국새                                  | 국새                                                                                          | 1998년 2월 12일                                                        | 공화국법 제 8491호, V장                                                                        |
| 국가                                           | 루팡 히 니랑                                   | Lupang Hinirang (선택받은 땅이여) 이 파일을 듣기에 문제가 있으면 미디어 도움말 을 참조하세요. | 음악 : 1898년 6월 12일 작사 : 1958년 5월 26일 (1998년 2월 12일 재확인) | 음악 : 에밀리오 아기날도 대통령 선포 작사 : 교육부 행정 명령 </br> 공화국 법 제 8491 호 재확인 |
| 국기                                           | 필리핀 국기                                    | 국기                                                                                          | 1898년 6월 12일 (1998년 2월 12일 재확인)                               | 에밀리오 아기날도 대통령 선포 공화국법 제 8491호 재확인                                        |
| 국어                                           | 필리핀어                                       |                                                                                               | 1987년 2월 11일                                                        | 제 14조, Sec. 1987년 필리핀 헌법 6 장                                                          |
| 나라 표어                                      | 필리핀의 나라 표어                             | "Maka-Diyos, Maka-Tao, Makakalikasan, Makabansa" ("하느님, 국민, 자연과 국가를 위하여")       | 1998년 2월 12일                                                        | 공화국 법 제 8491 호, 제 3 장, 제 40 절                                                        |
| 행정 명령 및 기타 공화국 법을 통해 선언        |                                                |                                                                                               |                                                                        |                                                                                                |
| 국조                                           | 필리핀 독수리 (Pithecophaga jefferyi)          |                                                                                               | 1995년 7월 4일                                                         | 선포 제 615 호                                                                                 |
| 국화                                           | 삼파기타                                       |                                                                                               | 1934년 2월 1일                                                         | 총독 프랭크 머피(Frank Murphy)가 발행한 행정 선언문 번호 652                                   |
| 국가 보석                                      | 필리핀 진주 (남양진주조개)                     |                                                                                               | 1996년 10월 15일                                                       | 선포 제 905호                                                                                  |
| 국가 수화                                      | 필리핀 수화                                    |                                                                                               | 2018 10월 30일                                                         | 공화국 법 제 11106 호                                                                          |
| 국가 스포츠 및 무술                            | 아르니스 (Eskrima / Kali)                      |                                                                                               | 2009년 12월 11일                                                       | 공화국 법 9850                                                                                 |
| 국수 (國樹)                                    | 자단향 (紫檀香) (Pterocarpus indicus )         |                                                                                               | 1934년 2월 1일                                                         | 행정 선언문 번호 652                                                                           |

### 비공식적 상징들
다음은 공식적인 지위가 없는 필리핀의 국가 상징 목록이다.

#### 법적으로 제안되었으나 실패됨

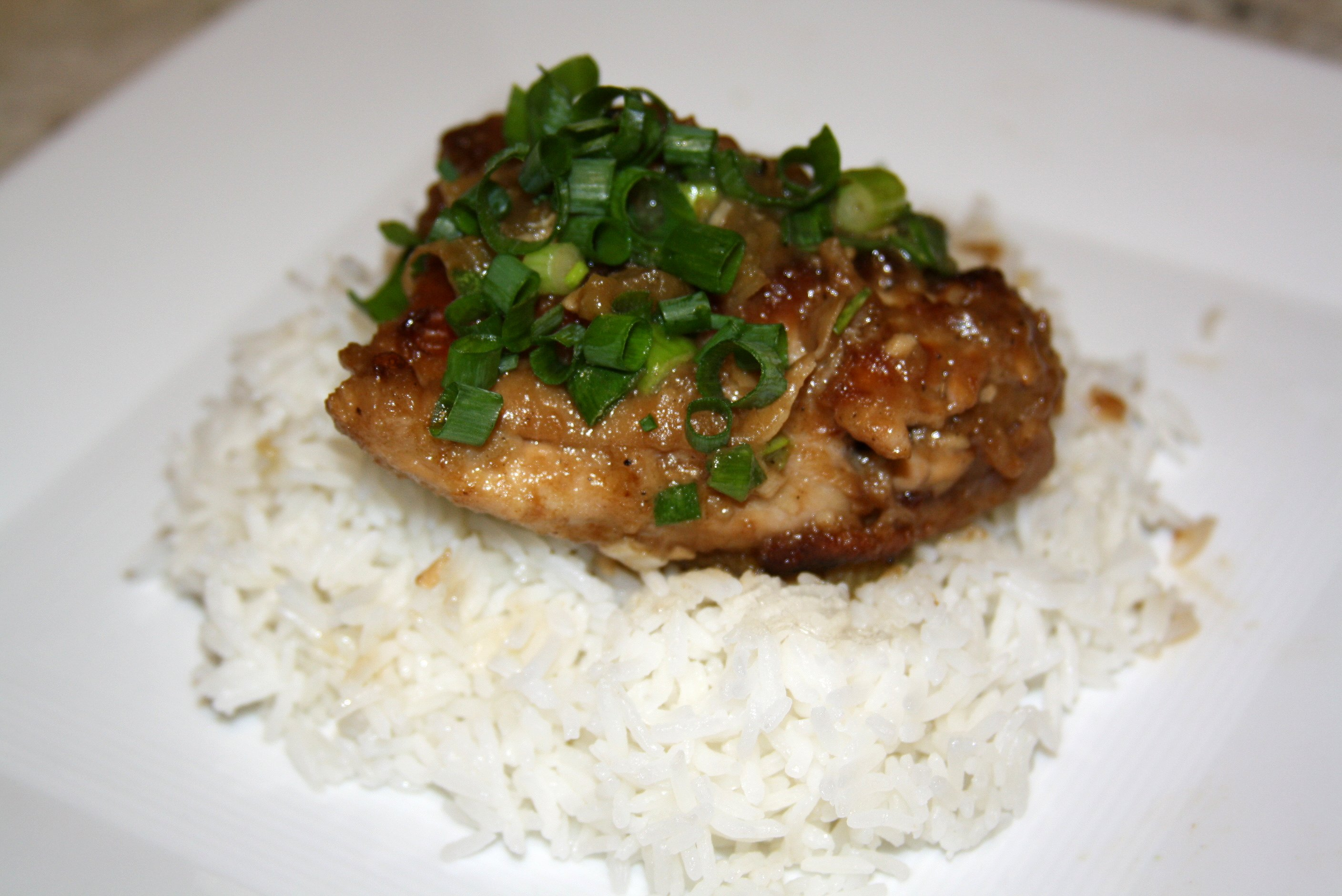
치킨 아도보를 얹은 밥. 아도보는 국가 요리로 고려하는 중이다.

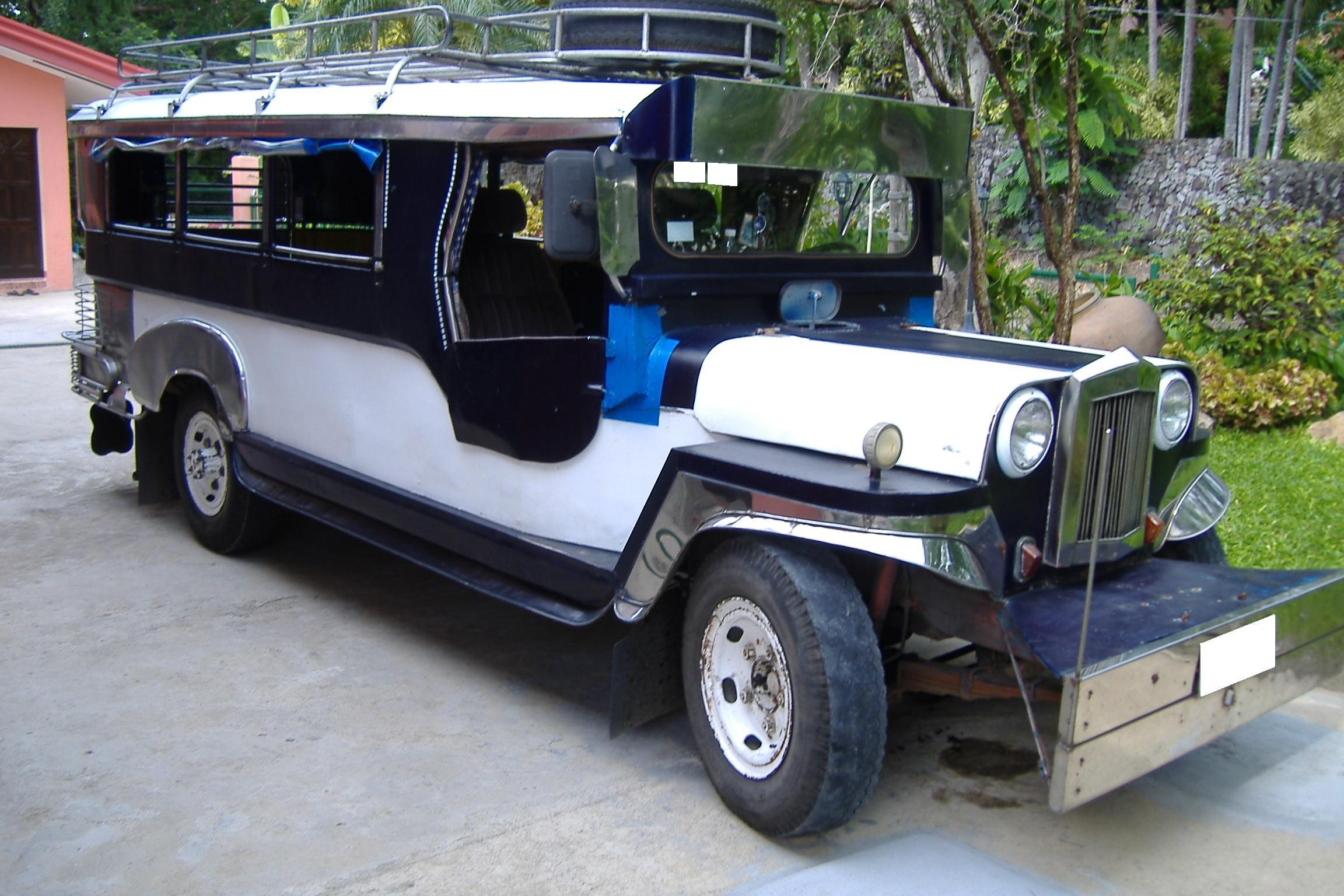
필리핀 지프니는 국가 상징 차량으로 정식 인정하는 것에 대해 고려하는 중이다.

필리핀 국가 역사위원회에 따르면 안드레스 보니파시오는 국가 영웅에 포함된다.

- 국가 영웅위원회 기술위원회에서 국가 영웅으로 추천 한 사람은 다음과 같다.
  - 에밀리오 아기날도
  - 멜코라 아키노
  - 안드레스 보니파시오
  - 마르셀로 H. 델 필라
  - 술탄 디파투안 쿠더랫
  - 후안 루나
  - 아폴리나리오 마비니
  - 호세 리살
  - 가브리엘라 실랑
  - 국가 영웅 기술위원회의 검토는 하원에서 열린 제 14차 총회에서 재검토되었다.[31] 결의안에서 한 의원은 국가 영웅위원회에서 선언 한 9명의 영웅에 다음과 같은 두 명의 역사적 인물을 추가하여 총 11명의 국가 영웅을 선발하였고, 의회위원회에 회부되었으나 아직 해결되지 않았다.
  - NHCP에 따르면 리살과 보니파시오는 암묵적으로 국가 영웅으로 인정된다.[28]
- 2009년 8월, 법안은 코라손 아키노를 국가 영웅으로 공식 인정할 것을 요구했다.[32][33] 2003년의 더 필리핀 스타의 뉴스 보도에 따르면 베니그노 아키노 2세는 행정 명령을 통해 글로리아 아로요 대통령에 의해 이미 공식적으로 국가적 영웅 중 하나로 선포되었다.[5]
- 왈링 왈링: 2013년 의회에서 통과되었지만 베니그노 아키노 3세 대통령에 의해 거부되었다.[18][22]
- 2013년, 하원법안 3431에서 안드레스 보니파시오를 국가 영웅으로 선언했다.[35]
- 아래 목록은 르네 렐람파고스 하원의원이 자사어음 (House bill) 3926에 따라 국가 상징으로 제안되었다.[7] (해당 법안에는 다음 목록에 없는 11개의 공식 상징들도 포함되어 있다.)
  - 국가 상징 음식으로서의 아도보
  - 국가 상징 잎으로 아나하우
  - 국가 상징 슬리퍼로 바크야
  - 국가 상징 물고기로 갯농어
  - 국가 의상으로 바롱과 바롯 사야
  - 국가로 "바얀 코 (Bayan Ko)"
  - 국가 동물로 카라바오
  - 국가 상징 춤으로 카리뇨사
  - 국가 차량으로 지프니
  - 국가 영웅으로 호세 리잘
  - 정부의 국가 소재지로 말라카냥 궁
  - 국가 과일로 망고
  - 국가 수도로 마닐라
  - 국가 주택으로서의 니파 (Nipa) 오두막 (bahay kubo)
  - 국가 통화로 필리핀 페소
- 하원은 발랑가이 (Balangay)를 국가 상징 배로 선언하면서 하원 법안 6366의 세 번째로 최종 읽기를 승인하였다.[23]
- 또한 하원 법안 1022를 승인하여 바이바이인을 국가 문자로 선언하였다.[41]

#### 다양한 출처에서
- 후안 델라 크루즈 – 나라 의인화[42][43][44] (필리핀 사람들을 상징 함)
- 국가 음식으로 리촌,[45][46] 시니강[47][48]
- 국가 스포츠로 시파[49]
- 국가 무용으로 티니클링(Tinikling)[50][51]

### 내용주
1. 1  The description of the Philippines' coat of arms can be found under section 14 of Executive Order No. 292 (Book I/Chapter 4), which is also known as the Administrative Code of 1987.

1. ↑  “Executive Order No. 292 [BOOK I/Chapter 4-National Symbols and Official Languages]”. 《Official Gazette of the Republic of the Philippines》. Government of the Republic of the Philippines. 1987년 7월 25일. 2017년 9월 9일에 원본 문서에서 보존된 문서. 2016년 5월 10일에 확인함.